# Lioba Happel
Lioba Happel (* 7. Februar 1957 in Aschaffenburg) ist eine deutsche Schriftstellerin.

## Leben
Lioba Happel wuchs in Franken auf. 1978 begann sie in Bamberg ein Studium der Sozialpädagogik. 1981 wechselte sie zur Germanistik und Hispanistik; das Studium dieser beiden Fächer an  der Freien Universität Berlin schloss sie 1986 mit dem Magistergrad ab. Danach lebte sie als freie Schriftstellerin in Berlin und Brandenburg an der Havel. Sie ist Verfasserin von Gedichten und Prosatexten.
Happel hatte längere Aufenthalte in England, Irland, Italien und Spanien. Sie wohnt in Berlin und Lausanne (Schweiz).

## Auszeichnungen
- 1987: Hungertuch-Preis
- 1989: Wolfgang-Weyrauch-Förderpreis
- 1990: Förderpreis zum Friedrich-Hölderlin-Preis der Stadt Bad Homburg
- 1992: Teilnahme am Ingeborg-Bachmann-Wettbewerb in Klagenfurt
- 1993: Stipendium für Schloss Wiepersdorf
- 1994: Stipendium der Villa Massimo in Rom
- 1996: Förderpreis zum Hans-Erich-Nossack-Preis.
- 1996: Literaturpreis des Kulturkreises der deutschen Wirtschaft
- 2007: Pro Helvetia Arbeitsstipendium für ihren Gedichtband land ohne land
- 2007: Preis der Bonner Buchmesse Migration für Text aus Lucy oder Warum sind die Menschen so komische Leute
- 2012: Stipendium Berliner Senat
- 2016: Stipendium Edenkoben
- 2016: Döblin Stipendium
- 2018: Einladung zu den Solothurner Literaturtagen
- 2021: Alice Salomon Poetik Preis, verbunden mit der Alice Salomon Poetik Dozentur
- 2022: Shortlist des Schweizer Buchpreises mit Pommfritz aus der Hölle
- 2023: Schweizer Literaturpreis für Pommfritz aus der Hölle

## Werke (Auswahl)
- Der Abgrund. Villa Massimo, Rom 1994.
- Grüne Nachmittage. Gedichte. Suhrkamp, Frankfurt/M. 1989, ISBN 3-518-11570-7.
- Ein Hut wie Saturn. Erzählung. Suhrkamp, Frankfurt/M. 1991, ISBN 3-518-38717-0.
- Land ohne Land. Gedichte. edition pudelundpinscher, Unterschächen 2009, ISBN 978-3-9523273-5-7.
- Der Schlaf überm Eis. Gedichte. Schöffling & Co., Frankfurt/M. 1995, ISBN 3-89561-130-1.
- Vers, Reim und Wecker. Gedichte. DAAD, Berlin 1987, ISBN 3-926178-01-9.
- LUCY oder Warum sind die Menschen so komische Leute. edition pudelundpinscher, 2007, ISBN 395232731X
- Die Feindin. Erzählung. Rimbaud Verlag, Aachen 2014, ISBN 978-3-89086-404-4
- dement. Erzählung. Rimbaud Verlag, Aachen 2015, ISBN 978-3-89086-396-2
- PULS. 100 Gedichte, Neue und Gesammelte Gedichte. edition pudelundpinscher, Wädenswil 2017, ISBN 978-3-906061-39-9
- Pommfritz aus der Hölle. pudelundpinscher, Wädenswil 2021, ISBN 978-3-906061-25-2.